# Dunkery Hill
Dunkery Hill est un sommet du Royaume-Uni culminant à 519 mètres d'altitude dans le comté du Somerset, dont il constitue le point culminant, en Angleterre. C'est également le plus haut sommet de l'Exmoor, classé en tant que parc national. Le versant septentrional de la colline fait en outre partie d'une réserve de nature. Dunkery Hill est un site archéologique important, avec de nombreux vestiges d'occupation antérieurs à l'âge du bronze, parmi lesquels des tumulus et des forts de colline. Il est ainsi confié en partie au National Trust. L'ascension est appréciée par les randonneurs et les cyclistes.

## Toponymie
Dunkery, anciennement Duncrey et Dunnecray, proviendrait d'après Eilert Ekwall du gallois din signifiant « colline fortifiée » et de creic puis creag signifiant « rocher ».

## Géographie

### Situation, topographie
Dunkery Hill est située dans le Sud-Ouest de l'Angleterre, au Royaume-Uni, dans le comté du Somerset, dans le district non métropolitain de Somerset West and Taunton. Il se trouve à environ 33 kilomètres à l'est-nord-est de Barnstaple, à 37 kilomètres à l'ouest-nord-ouest de Taunton et 48 kilomètres au nord d'Exeter. Les côtes du canal de Bristol, qui appartient à la mer Celtique, sont à 6,5 kilomètres au nord. Le sommet s'élève à 519 mètres d'altitude,, ce qui en fait le point culminant du Somerset ; seule l'antenne de télévision de Pen Hill, dans les collines de Mendip le dépasse en altitude. La hauteur de culminance de Dunkery Hill par rapport à Mynydd Llangeinwyr (en), à 53 kilomètres au nord, est de 414 mètres, ce qui en fait un marilyn. Elle se trouve en bordure nord-est de l'Exmoor, dont elle est le plus haut sommet. Sa crête s'étend sur 4,5 kilomètres de long, des Bendels Barrows (464 m, à l'ouest, à Rex Stile Head (426 m), à l'est, en passant par Little et Great Rowbarrows (510 m) et la cime principale, Dunkery Beacon. Son versant septentrional alimente le fleuve Horner (en), qui se jette dans le canal de Bristol, tandis que son versant méridional donne naissance à la rivière Quarme, un affluent du fleuve Exe, qui se jette dans la Manche.

### Géologie
Dunkery Hill se compose de grès du Dévonien de la formation de Hangman. Elle est recouverte de sols acides.

### Faune et flore

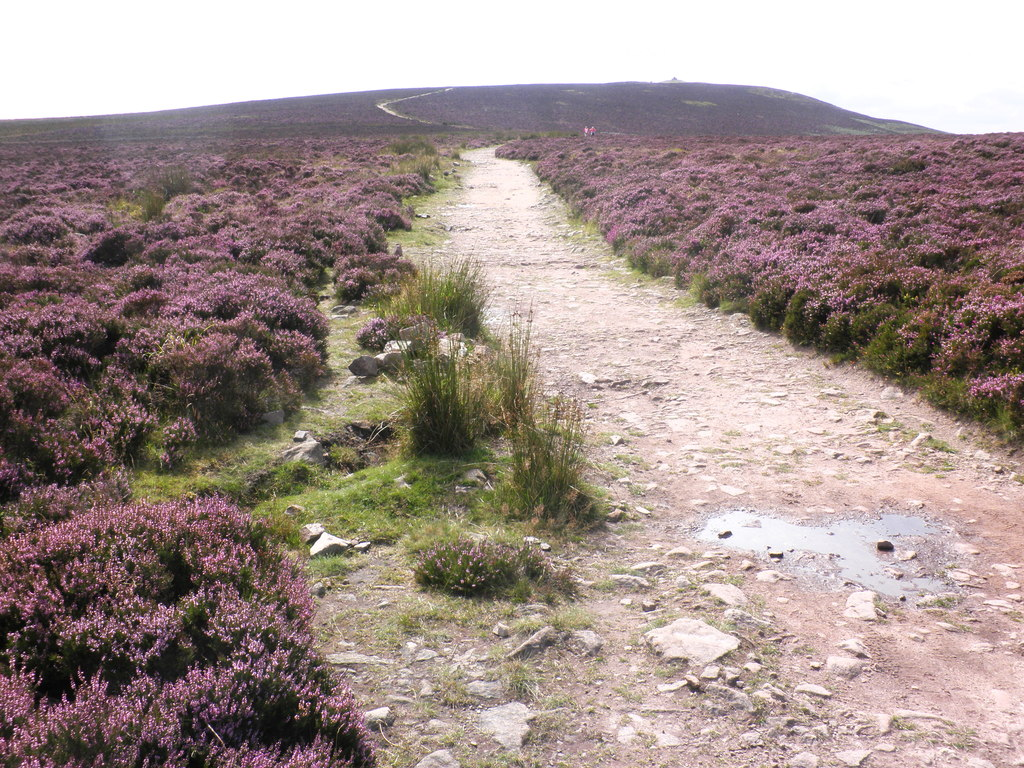
Paysage de landes sur Dunkery Hill.

Dunkery Hill est couverte d'une lande à éricacées qui lui confère une couleur violet foncé durant l'été. Elle abrite la Bruyère callune, la Bruyère cendrée, l'Ajonc d'Europe et, sur ses versants, le Chêne rouvre, le frêne, l'alisier, le noisetier ou encore la Fougère-Aigle, ainsi que des mousses, des hépatiques et des lichens.
Le exmoor est une race de poney caractéristique de la région. Parmi les autres espèces de mammifères, le Cerf élaphe maintient à Dunkery Hill une importante harde. La faune est riche en oiseaux : Gobemouche noir, Pouillot siffleur, Pic épeichette, Rougequeue à front blanc, Cincle plongeur, Bécassine des marais, Alouette des champs ou encore Faucon crécerelle. Le bois de Horner Wood, au nord de la colline, abrite quatorze des seize espèces de chauves-souris du Royaume-Uni, incluant la Barbastelle d'Europe et le Vespertilion de Bechstein.

## Histoire

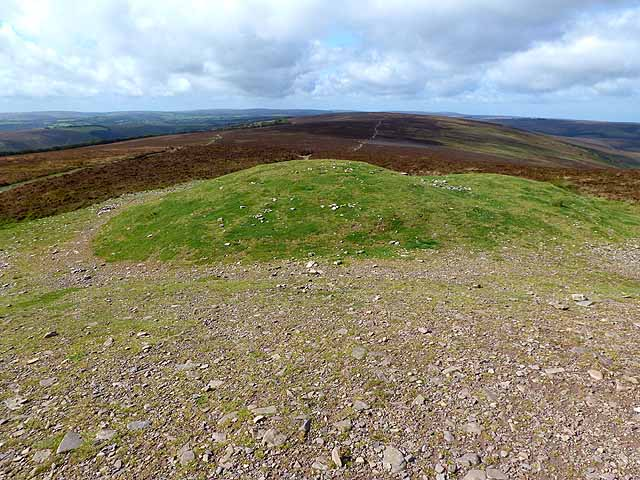
Vue d'une motte funéraire à Dunkery Beacon.

La présence de tumulus aux sommets et à leurs abords témoigne d'une occupation qui s'étale du Néolithique à l'âge du bronze,. Deux des plus imposantes mottes funéraires sont Joaney How, avec un diamètre de vingt-deux mètres,, et Robin How (how venant du vieux norrois pour « tumulus »), à Rex Stile Head, qui ont été endommagés au cours des années et ont fait l'objet de plans de restauration et de protection. Légèrement à l'est et en contrebas se trouvent quatre cairns, auxquels s'ajoutent deux autres au sud. Dunkery Beacon accueille également un ensemble de cairns et de tumulus aux sommets arasés reconvertis jusqu'à l'époque contemporaine en points d'observation. À l'ouest se trouvent les Rowbarrows, un groupe de tumulus, dont le plus grand a été réutilisé pour ses pierres.
Au nord de Dunkery Beacon se trouve le site de Sweetworthy, qui abrite deux forts de colline de l'âge du fer,, dont l'un possède un rempart, aux ruines encore visibles, et un fossé externe, désormais parcouru par un sentier,. Il défend alors un peuplement installé en amont. Le site est occupé jusqu'au Moyen Âge, époque où il abrite des fermes et des cultures en terrasses,.
D'après les Hundred Rolls (en), à la fin du XIIIe siècle, Dunkery Hill fait partie de la forêt royale d'Exmoor établie par Henri II.

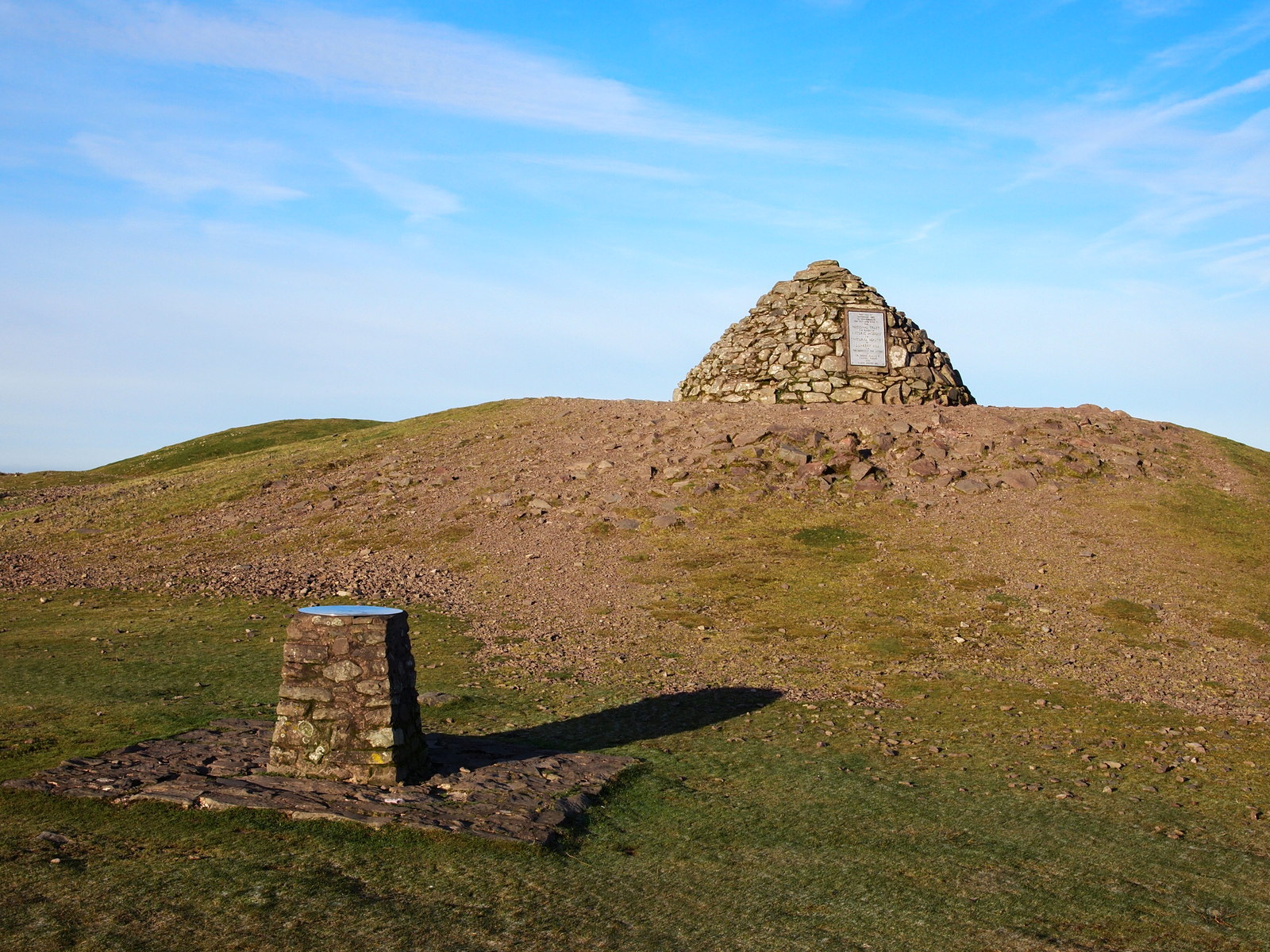
Vue du cairn moderne, avec la plaque commémorative en hommage aux donations de 1935, surmontant un tumulus préhistorique, avec une table d'orientation au premier plan.

En 1918, Thomas Acland octroie au National Trust pour un bail de 500 ans une grande partie de sa propriété de Holnicote, incluant Dunkery Hill. Dunkery Hill est mise en vente en 1928. Margaret Bondfield, membre du Parti travailliste et députée à la Chambre des communes, demande au gouvernement s'il est disposé à la classer comme monument ancien, afin de le léguer aux générations futures. Malgré un intérêt du gouvernement pour le classement, celui-ci ne dispose pas des ressources financières pour son achat. Le sommet de Dunkery Beacon et 390 hectares autour sont donnés par le colonel W.W. Wiggin en 1932 ; 382 hectares supplémentaires sont offerts par miss Hughes en mémoire de son mari Alan Hughes. Les donations sont commémorées en 1935 avec l'inauguration d'une plaque scellée dans le cairn sommital. Des parcelles supplémentaires de la propriété de Holnicote sont cédées, notamment par les descendants de la famille Acland, les années suivantes. Dunkery Beacon et ses tumulus sont finalement placés sous l'acte de 1979 concernant les monuments anciens et sites archéologiques

## Activités

### Randonnée et ascension
Dunkery Hill est parcourue d'ouest en est par le Macmillan Way West (en). Elle est également sillonnée du nord au sud par plusieurs petites routes, notamment une entre Kit Barrows et Rex Stile Head qui offre une aire de stationnement à Dunkery Bridge, d'où partent trois sentiers sur le versant méridional, et une à proximité de la crête ; cette dernière permet de rejoindre sans difficulté, en prenant la direction ouest, le sommet de Dunkery Beacon. Plusieurs sentiers remontent également le versant septentrional, notamment aux environs du site de Sweetworthy. Cette variété de chemins offre la possibilité d'effectuer des boucles sur les flancs de la colline.

### Cyclisme
L'ascension de Dunkery Hill est réputée parmi les dix meilleures montées de Grande-Bretagne en cyclisme sur route,. Elle présente un dénivelé de 326 mètres sur 3,2 kilomètres, soit 10 % de moyenne, avec des passages à 17 %,,. Elle démarre de Luccombe, au nord-est, pour rejoindre le sommet de la route au parking près de Kit Barrows,.

### Protection environnementale
Dunkery Hill est protégée depuis 1954 au sein du parc national d'Exmoor qui couvre une superficie de 692 km2. En outre, le versant septentrional fait partie de la réserve de nature nationale de Dunkery and Horner Woods qui s'étend sur 1 604 hectares.
La montagne est également incluse dans le site d'intérêt scientifique particulier de North Exmoor qui s'étend sur 12 000 hectares. Il fait partie des zones spéciales de conservation d'Exmoor Heaths, qui couvre 10 700 hectares autour des crêtes, et d'Exmoor & Quantock Oakwoods qui couvre 1 895 hectares sur le piémont septentrional.

## Dans la culture
Dans le roman Lorna Doone (1869), de Richard Doddridge Blackmore, le personnage John Fry décrit Dunkery Hill en tant que « haighest place of Hexmoor » (le « point le plus élevé de l'Hexmoor », avec une orthographe approximative).